# Martin Skalský
Martin Skalský (* 9. dubna 1977) je český environmentalista, publicista a cestovatel. Spoluzakladatel a předseda spolku Arnika, vedoucí jeho programu Centrum pro podporu občanů. Působil také v dalších spolcích.

## Život
Narodil se v roce 1977, od roku 1983 žije v Praze 6. Od roku 1993 se aktivně věnoval ochraně životního prostředí a pracoval v nevládních organizacích. Proč tak učinil již ve svých šestnácti letech vysvětlil v rozhovoru pro Český rozhlas.
Od října 2007 do října 2014 byl v Zastupitelstvu městské části Praha 6. Byl zvolen na kandidátce Strany zelených v obecních volbách roku 2006 a opakovaně roku 2010 jako nezávislý kandidát.

## Aktivismus a činnost v neziskových organizacích
V roce 1993 jako dobrovolník v Dětech Země organizoval výstavu Stan pro život zaměřenou na ochranu ozonosféry. V Dětech Země zůstal a v letech 1997 - 2001 se podílel na činnosti jejich sekce Centra pro podporu občanů, které od roku 2000 vedl.
V letech 1998 – 2003 v kulturně sociálním sdružení Dobročinný spolek Medáků ve Střešovicích usiloval o záchranu památkové enklávy starých Střešovic v Praze 6. Medáci měli blízké vztahy se sousedy a byli blízko spíše k nevládním občanským a ekologickým iniciativám než k anarchoautonomnímu hnutí. Spolek dosáhl prohlášení starých Střešovic památkovou zónou.
V roce 2001 odešel i s Centrem pro podporu občanů z Dětí Země do nově založeného spolku Arnika. Od roku 2001 je také ve vedení tohoto programu Arniky.
Od roku 2007 do června 2013 působil jako člen výkonné rady spolku AutoMat.
V letech 2018 - 2023 byl předsedou Arniky, v letech 2004 - 2007 jejím místopředsedou a v letech 2007 - 2018 členem Výkonné rady.

## Profesní dráha a odborná činnost
Od roku 1996 pracoval v Centru pro podporu občanů, nejdříve v Dětech Země, od listopadu 2001 v Arnice. Jako jeho vedoucí se v Arnice mimo jiné věnoval ochraně alejí podél silnic, stromů a veřejné zeleně ve městech či územnímu plánu Prahy v souvislosti se životním prostředím či zachováním Prahy na seznamu UNESCO.

### Mezinárodní aktivity

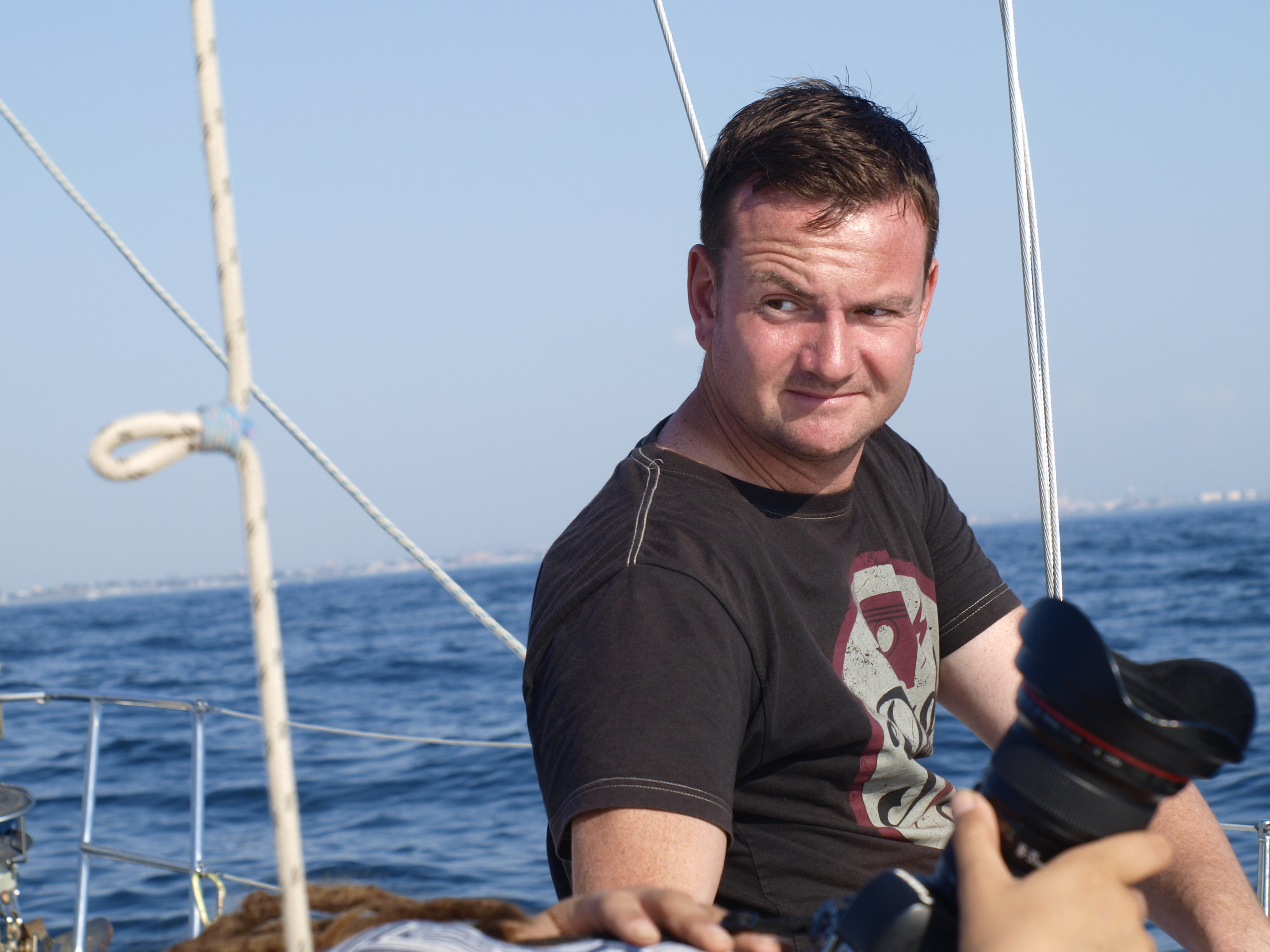
Martin Skalský na výzkumné misi v oblasti Mangystau v roce 2016.

V roce 2003 absolvoval dlouhodobou pracovní stáž jako konzultant pro účast veřejnosti v rozhodování mezinárodní sítě CEE Bankwatch Network v Ázerbájdžánu, kde se zaměřil hlavně na zmapování problémů spojených s plánovaným ropovodem. Od roku 2004 se také podílel na mezinárodních a zahraničních projektech spolku Arnika. V letech 2004 - 2006 se podílel na projektech spolku Arnika s mezinárodní sítí IPEN zaměřených na toxické látky v zemích střední a východní Evropy, včetně mezinárodní studie zaměřené na monitoring dioxinů a polychlorovaných bifenylů ve vejcích z domácích chovů v 17 zemích světa. Od roku 2010 koordinoval projekty v Arménii, Bělorusku, Bosně a Hercegovině, Kazachstánu, Moldavsku a na Ukrajině. V roce 2021 vystoupil na jednání Aarhuské úmluvy a prezentoval studii, která zmapovala zneužití covidové pandemie k omezení práv veřejnosti na účast v rozhodování zaručených úmluvou. Studie zjistila jejich porušování v Moldavsku a Bosně a Hercegovině. Nevládní organizace na jednáních Aarhuské úmluvy zastupoval od roku 2014.

## Publicistická činnost a cestování
V letech 1992 – 2000 pracoval jako šéfredaktor společensko-kulturního časopisu Alternativa. Podle scénáře, který napsal s Martinem Skalským, natočil Martin Mareček v roce 2005 dokumentární film Zdroj, jež byl součástí projektu Auto*Mat. Skalský se podílel i na jeho produkci. Dokument Zdroj získal na Mezinárodním festivalu dokumentárních filmů o lidských právech Jeden svět Cenu diváků za nejlepší film, Zvláštní cenu poroty a dále dvacet mezinárodních ocenění. Postřehy z cest a společenského života začal v roce 2022 publikovat na autorském profilu na medium.seznam.cz.
V letech 2021 - 2022 podnikl opakovaně delší cesty do Tanzanie. Podnikl také cesty do dalších afrických zemí a Kyrgyzstánu. Své postřehy publikoval v článcích na seznam.cz.